# Leonhard Euler
Leonhard Euler (pronunțat în germană /ˈɔʏlɐ/ și în română [pron. oi-lăr ]; n. 15 aprilie 1707, Basel, Elveția – d. 18 septembrie 1783, Sankt Petersburg, Imperiul Rus) a fost un matematician și fizician elvețian. Euler este considerat a fi fost forța dominantă a matematicii secolului al XVIII-lea și unul dintre cei mai remarcabili matematicieni și savanți multilaterali ai omenirii. Alături de influența considerabilă pe care a exercitat-o asupra matematicii și matematizării științelor stau atât calitatea și profunzimea, cât și prolificitatea extraordinară a scrierilor sale, opera sa exhaustivă putând cu ușurință umple 70 - 80 de volume de dimensiuni standard (dacă ar fi publicată vreodată integral).

## Biografie

### Tinerețea
Euler s-a născut la Basel ca fiu al lui Paul Euler și Marguerite Brucker. La puțin timp după nașterea sa familia s-a mutat la Riehen, Elveția, unde Euler și-a petrecut cea mai mare parte a copilăriei. Tatăl său era un prieten al familiei lui Johann Bernoulli, unul dintre cei mai faimoși matematicieni ai acelei perioade.
În 1720, la numai 13 ani, Euler intră la Universitatea din Basel, unde a studiat filosofia. Curios este faptul că această universitate i-a refuzat mai târziu postul de profesor. În această perioadă primește lecții de matematică de la Johann Bernoulli, care îi descoperise talentul remarcabil și îl convinsese pe tatăl său să îl orienteze spre cariera matematică.
În 1726 Euler și-a luat doctoratul cu o teză referitoare la propagarea sunetului. În 1727 i s-a acordat Marele Premiu al Academiei Franceze de Științe pentru rezolvarea unei probleme referitoare la dispunerea optimă a catargelor unei nave.

### Sankt Petersburg
În această perioadă cei doi fii ai lui Johann Bernoulli, Daniel și Nicolas, își desfășurau activitatea la Academia Imperială de Științe din Sankt Petersburg. În 1726, la moartea lui Nicolas, Daniel a preluat catedra de matematică și fizică, lăsând liberă catedra de medicină. În acea perioadă această Academie, abia înființată, recruta savanți din toată lumea pentru a lucra acolo și pentru a forma o școală de cercetare. Euler a fost propus pentru acest post și s-a mutat în capitala rusă (1727). La scurt timp a trecut de la catedra de medicină la cea de matematică, fiind numit șeful Comisiei de matematică a Academiei.
Grație memoriei sale remarcabile Euler a învățat repede limba rusă. În această perioadă a publicat lucrări științifice în „Memoriile Academiei din Petersburg”. Academia a devenit pentru el și un cadru generos în care el își putea desfășura cu succes activitatea de cercetare matematică, stimulat fiind și de colaborarea cu Daniel Bernoulli. În plus, țarul Petru cel Mare a creat o atmosferă favorabilă pentru apropierea cultural-științifică a Rusiei față de Occident. După moartea lui Petru cel Mare și a succesoarei acestuia Ecaterina I a venit la putere Petru al II-lea. Din păcate acesta nu agrea oamenii de știință din alte țări și a suprimat fondurile alocate lui Euler și colegilor săi.

### Berlin
Mediul politico-social nefavorabil îl obligă pe Euler să părăsească Rusia.
În 1741 acceptă propunerea lui Frederic cel Mare al Prusiei de a veni la Academia din Berlin. Aici a locuit următorii 25 de ani din viață, perioadă foarte prolifică, în care a scris peste 380 de articole și 200 de scrisori pe teme științifice și a publicat două din cărțile sale de analiză matematică.

### Pierderea vederii
O mare nenorocire îl lovește în anul 1735: își pierde complet vederea la un ochi. În 1766 s-a reîntors în Rusia, dar orbește complet. Totuși, chiar și în această situație el continuă să creeze lucrări de o excepțională valoare științifică.

### Întoarcerea în Rusia
După întoarcerea în Rusia în 1766 lucrează și mai îndârjit. Revistele Academiei din Petersburg nu-i mai puteau satisface productivitatea. Chiar Euler glumea, spunând că după moartea sa lucrările îi vor continua să apară în „Memoriile Academiei din Petersburg” încă 20 de ani.
A murit la 18 septembrie 1783, fiind înmormântat în cimitirul luteran din Sankt Petersburg.
În discursul funebru ținut pentru Euler la Academia Franceză, secretarul acestei prestigioase instituții, marchizul de Condorcet, spunea: „... il cessa de calculer et de vivre” („el a încetat să mai calculeze și să trăiască...”).

## Contribuții în matematică
Euler a lucrat în aproape toate ramurile matematicii, printre care geometrie, calcul infinitezimal, trigonometrie, algebră și teoria numerelor. El este o figură reprezentativă în istoria matematicii, iar operele sale, multe dintre ele de interes fundamental, dacă ar fi tipărite integral ar umple între 60 și 80 volume. Numele lui Euler este asociat cu numeroase subiecte. Printre altele, a cercetat și a adus în atenția lumii științifice opera matematicianului și enciclopedistului arab Muhammed Ibn Ahmed Abu Raiham Al Biruni.

### Notații matematice
În numeroasele sale manuale Euler a introdus și a popularizat câteva convenții de notare. El a introdus noțiunea de funcție și a fost primul care a notat f(x) pentru funcția f de argument x. De asemenea, el a introdus notația modernă pentru funcțiile trigonometrice, litera e pentru baza logaritmului natural (cunoscut în prezent drept numărul lui Euler), litera grecească ∑ (sigma) pentru sumă și litera i pentru unitatea imaginară. Folosirea literei grecești {\displaystyle \pi } (pi) pentru raportul dintre circumferința unui cerc si diametrul său a fost de asemenea popularizată de Euler, chiar dacă ideea nu a pornit de la el.

### Algebră
În 1767 publică Vollständige Anleitung zur Algebra⁠(d) („Educare completă în domeniul algebrei”), una din primele lucrări pe care le dictează după ce își pierde vederea, în care dă algebrei elementare⁠(d) forma recunoscută astăzi.

### Analiză matematică
Dezvoltarea calculului infinitezimal a impulsionat cercetarea în matematică în secolul al XVIII-lea, iar matematicienii din familia Bernoulli, prieteni de familie ai lui Euler, au fost printre cei responsabili pentru progresul în acest domeniu. Datorită influenței lor, calculul infinitezimal a devenit obiectul de studiu principal al lui Euler. Chiar dacă unele teorii ale lui Euler nu sunt acceptate de standardele moderne ale matematicii, ideile sale au condus la mari progrese. Astfel, el a rămas foarte cunoscut în analiza matematică pentru utilizarea frecventă a seriilor de puteri - exprimarea unor funcții cu ajutorul unor sume cu un număr infinit de termeni - ca de exemplu:
{\displaystyle e^{x}=\sum _{n=0}^{\infty }{x^{n} \over n!}=\lim _{n\to \infty }\left({\frac {1}{0!}}+{\frac {x}{1!}}+{\frac {x^{2}}{2!}}+\cdots +{\frac {x^{n}}{n!}}\right).}
Utilizarea seriilor de puteri i-a permis să rezolve faimoasa „problemă Basel”, în 1735 (cu o demonstrație mai riguroasă în 1741):
{\displaystyle \sum _{n=1}^{\infty }{1 \over n^{2}}=\lim _{n\to \infty }\left({\frac {1}{1^{2}}}+{\frac {1}{2^{2}}}+{\frac {1}{3^{2}}}+\cdots +{\frac {1}{n^{2}}}\right)={\frac {\pi ^{2}}{6}}.}

O interpretare geometrică a formulei lui Euler

Euler a introdus utilizarea funcției exponențiale și a celei logaritmice în calculul analitic. El a descoperit noi moduri de a exprima diverse funcții logaritmice cu ajutorul seriilor de puteri și a definit cu succes logaritmii pentru numerele complexe, extinzând astfel domeniul de aplicare a logaritmilor.
Tot Euler este cel care a definit funcția exponențială pentru numerele complexe și a făcut legătura dintre aceasta și funcțiile trigonometrice, prin celebra sa formulă:
{\displaystyle e^{i\varphi }=\cos \varphi +i\sin \varphi .\,}
Un caz particular al acestei formule duce la „identitatea lui Euler”:
{\displaystyle e^{i\pi }+1=0\,}
În 1988, cititorii revistei de specialitate Mathematical Intelligencer au votat această identitate ca fiind „cea mai frumoasă formulă matematică din toate timpurile”. Euler apare de altfel cu trei dintre primele cinci formule din acest clasament.
În plus, Euler a elaborat teoria funcțiilor transcendentale superioare prin introducerea funcției gamma și a introdus o nouă metodă pentru rezolvarea ecuațiilor polinomiale de gradul IV. El a găsit, de asemenea, o modalitate de a calcula integralele cu limite complexe, prefigurând astfel dezvoltarea analizei complexe moderne și a inventat calculul variațiilor, inclusiv bine-cunoscuta ecuație Euler-Lagrange.
De asemenea, Euler a fost primul matematician care a utilizat metode analitice pentru a rezolva probleme de teorie a numerelor. În acest sens, el a unit două domenii diferite ale matematicii (teoria numerelor și analiza), introducând un nou domeniu de studiu: teoria analitică a numerelor. În acest nou domeniu, Euler a creat teoria seriilor hipergeometrice, teoria funcțiilor trigonometrice hiperbolice și teoria analitică a fracțiilor continue. De exemplu, el a demonstrat infinitatea numerelor prime, utilizând divergența unor serii armonice, și a folosit metode analitice pentru a obține o înțelegere a modului în care sunt distribuite numerele prime. Lucrările lui Euler în acest domeniu au permis elaborarea ulterioară a teoremei numerelor prime.
Alături de Alexis-Claude Clairaut, Euler este considerat ca fiind fondatorul calculului cu derivate parțiale.

### Șirul exponențial al lui Euler
Fie {\displaystyle a_{0}=a}  pozitiv si șirul de numere reale strict pozitive, definite prin recurență:  
{\displaystyle a_{n}=a^{a_{n-1}}}, n ≥ 1
Are loc urmatoarea teoremă: 
Șirul  {\displaystyle (a_{n})_{n}}  este convergent dacă și numai dacă {\displaystyle a\in \left[e^{-e},e^{\frac {1}{e}}\right]}.
Dacă însă  {\displaystyle a\in \left(0,e^{-e}\right)}, subșirurile de rang par respectiv impar, converg, dar la limite diferite.

### Teoria numerelor
Interesul lui Euler pentru teoria numerelor poate fi atribuit influenței lui Christian Goldbach, prietenul și colegul său de la Academia din Sankt Petersburg. Primele lucrări ale lui Euler în acest domeniu se bazează pe rezultatele obținute de Pierre de Fermat. Euler a dezvoltat unele idei ale lui Fermat, dar a și demonstrat că unele dintre conjecturile acestuia erau false.
Euler a demonstrat „identitatea lui Newton”, „mica teoremă a lui Fermat”, „teorema celor două pătrate” a lui Fermat și „teorema celor patru pătrate” a lui Lagrange.

### Matematici aplicate
Unele dintre cele mai mari succese ale lui Euler se regăsesc în rezolvarea problemelor concrete, din lumea reală, prin metode analitice. Astfel, el a realizat numeroase aplicații folosind numerele Bernoulli, seriile Fourier, diagramele Venn, numerele lui Euler, constantele e și π, fracțiile continue și integralele.
A integrat calculul diferențial al lui Leibniz cu metoda fluxurilor a lui Newton și a dezvoltat noi metode pentru aplicarea mai ușoară a calculului diferențial în problemele de mecanică. El a făcut pași importanți în îmbunătățirea aproximării numerice a integralelor, realizând metoda cunoscută în prezent ca aproximările lui Euler.
Euler a demonstrat, simultan cu matematicianul scoțian Colin Maclaurin (dar independent de acesta), formula Euler-Maclaurin.
De asemenea, el a introdus constanta Euler-Mascheroni :
{\displaystyle \gamma =\lim _{n\rightarrow \infty }\left(1+{\frac {1}{2}}+{\frac {1}{3}}+{\frac {1}{4}}+\cdots +{\frac {1}{n}}-\ln(n)\right)}

## Contribuții în alte științe

### Mecanică
În mecanica fluidelor, Euler a formulat sistemul de ecuații care descrie mișcarea unui fluid; împreună cu ecuația de continuitate, acest sistem este cunoscut în prezent sub numele de „ecuațiile lui Euler pentru fluidele ideale”. Au fost publicate pentru prima oară în „Mémoires de l'Académie royale des sciences et des belles lettres de Berlin” (1757). Ele sunt aplicate și în prezent, permițând calculul (în ipoteza simplificatoare a fluidelor ideale) a numeroase mișcări, cum ar fi circulația sanguină, aerodinamică aplicată la avioane și automobile, hidraulică, oceanografie, meteorologie etc.
De asemenea, Euler a contribuit la dezvoltarea „teoriei Euler-Bernoulli”, un model utilizat în domeniul rezistenței materialelor.
În mecanica solidului rigid a extins legile lui Newton pentru corpurile în rotație, cunocute astăzi drept legile mișcării ale lui Euler, rotația solidului rigid fiind descrisă de ecuațiile lui Euler.

### Astronomie
În afară de implementarea cu succes a metodelor sale de calcul analitic la problemele de mecanică newtoniană, Euler a aplicat, de asemenea, aceste metode la problemele de astronomie. Lucrările sale în acest domeniu au fost recunoscute și prin numeroasele premii decernate de către Academia de Științe din Paris de-a lungul carierei sale. Realizările sale includ determinarea cu mare precizie a orbitelor cometelor și a altor corpuri cerești, precum și înțelegerea naturii cometelor; de asemenea, el a realizat un calcul suficient de precis, pentru acea perioadă, a paralaxei solare. Calculele sale au contribuit, printre altele, la dezvoltarea tabelelor exacte ale longitudinilor.

### Logică
Euler este cel care a ilustrat pentru prima oară (în 1768) raționamentele de tip silogistic cu ajutorul curbelor închise. Aceste scheme logice au rămas cunoscute sub numele de diagrame Euler.

## Principii filosofice și religioase
Euler și prietenul său Daniel Bernoulli au fost oponenți ai filosofiei lui Leibniz și Christian Wolff, mai ales în ce privește raționalismul acestora. Euler a insistat asupra faptului că științele (și cunoașterea în general) sunt fondate pe legi precise din punct de vedere cantitativ, pe care monadismul susținut de Christian Wolff nu le putea furniza. Înclinațiile religioase lui Euler ar fi putut avea, de asemenea, o influență asupra antipatiei lui față de această doctrină: astfel, el a mers atât de departe încât să eticheteze ideile lui Wolff ca fiind „păgâne și atee”.
O mare parte din ceea ce este cunoscut despre convingerile religioase lui Euler poate fi dedusă din opera sa Lettres a une Princesse d'Allemagne sur quelques sujets de physique et de philosophie  (1768), scrisă în perioada când activa la Sankt Petersburg, precum și dintr-o scriere anterioară a sa Rettung der Göttlichen Offenbahrung Gegen die Einwürfe der Freygeister („Despre apărarea revelației divine împotriva obiecțiunilor liber-cugetătorilor”). Aceste lucrări arată că Euler a fost un creștin devotat, care credea sincer că Biblia a fost inspirată de către Duhul Sfânt.
O anecdotă celebră, inspirată de argumentele filosofice ale lui Euler referitoare la religie, este datată în timpul celei de-a doua perioade de activitate a sa la Academia din Sankt Petersburg. Filosoful francez Denis Diderot vizita Rusia, la invitația împărătesei Ecaterina cea Mare. Împărăteasa era alarmată de faptul că argumentele filosofului pentru ateism ar fi putut influența unele persoane de la curtea imperială. L-a solicitat atunci pe Euler să se confrunte cu francezul pe teme religioase. Diderot a fost informat că un matematician (Euler) a realizat o demonstrație a existenței lui Dumnezeu; a vrut atunci să i se prezinte această demonstrație. Euler a apărut, a avansat spre Diderot, și pe un ton convingător a anunțat:

„Domnule, {\displaystyle {\frac {a+b^{n}}{n}}=x}, prin urmare, Dumnezeu există!”.
 
Diderot, pentru care (spune povestea) matematica era o mare necunoscută, a rămas uluit, în timp ce asistența a izbucnit în hohote de râs. Jenat, el a cerut să părăsească Rusia, o cerere care a fost acordată cu grație de către împărăteasă. Cu toate că este amuzantă, anecdota este totuși apocrifă, dat fiind faptul că Diderot era un savant multilateral, având un spirit enciclopedic și care a publicat chiar și tratate matematice.

## Opera - scrieri publicate separat
- Dissertatio physica de sono (Basel, 1727, in quarto)
- Mechanica, sive motus scientia analytice (St. Petersburg, 1736, 2 volume in quarto)
- Ennleitung in die Arithmetik (ibid., 1738, 2 volume in octavo)
- Tentamen novae theoriae musicae (ibid. 1739, in quarto)
- Methodus inveniendi lineas curvas, maximi minimive proprietate gaudentes (Lausanne, 1744, in quarto)
- Theoria motuum planetarum et cometarum (Berlin, 1744, in quarto)
- Beantwortung, &c., or Answers to Different Questions respecting Comets (ibid., 1744, in octavo)
- Neue Grundsatze (sau „Noile principii ale artileriei”, cu note și ilustrații, ibid., 1745, in octavo)
- Opuscula varii argumenti (ibid., 1746-1751, 3 volume in quarto)
- Novae et carrectae tabulae ad loco lunae computanda (ibid., 1746, in quarto)
- Tabulae astronomicae solis et lunae (ibid., quarto)
- Gedanken, &c., or Thoughts on the Elements of Bodies (ibid. in quarto)
- Rettung der gall-lichen Offenbarung (ibid., 1747, in in quarto)
- Introductio in analysin infinitorum („Introducere în analiza infinitezimală”, Lausanne, 1748, 2 volume in quarto)
- Scientia navalis, seu tractatus de construendis ac dirigendis navibus (St Petersburg, 1749, 2 volume in quarto)
- Theoria motus lunae (Berlin, 1753, in quarto)
- Dissertatio de principio minimae actionis, cum examine objectionum cl. prof. Koenigii (ibid., 1753, in octavo)
- Institutiones calculi differentialis, cum ejus usu in analysi. Intuitorum ac doctrina serierum (ibid., 1755, in quarto)
- Constructio lentium objectivarum, &c. (St Petersburg, 1762, in quarto)
- Theoria motus corporum solidorum seu rigidorum (Rostock, 1765, in quarto)
- Institutiones, calculi integralis (St Petersburg, 1768-1770, 3 volume in quarto)
- Lettres a une Princesse d'Allemagne sur quelques sujets de physique et de philosophie (St. Petersburg, 1768-1772, 3 volume in octavo)
- Anleitung zur Algebra, sau „Introducere în algebră” (ibid., 1770, in octavo)
- Dioptrica (ibid., 1767-1771, 3 volume in quarto)
- Theoria motuum lunge nova methodo pertractata (ibid., 1772, in quarto)
- Novae tabulae lunares (ibid., in octavo)
- La théorie complete de la construction et de la maneuvre des vaisseaux (1773, in octavo)
- Opuscula analytica (St Petersburg, 1783-1785, 2 volume in quarto)